# Carleton—Charlotte (circonscription fédérale)
Carleton—Charlotte était une circonscription électorale fédérale du Nouveau-Brunswick, au Canada, dont le représentant a siégé à la Chambre des communes de 1966 à 1996. 

## Histoire
Cette circonscription a été créée en 1966 par la fusion de la circonscription de Charlotte, de la partie du Comté de Carleton comprise dans la circonscription de Victoria—Carleton, des paroisses de Musquash et de Lancaster (sauf la cité de Lancaster) provenant de la circonscription de Saint-Jean—Albert et de la partie du comté d'York comprenant les paroisses de Canterbury, McAdam, Manners Sutton et North Lake provenant de la circonscription de York—Sunbury.
En 1976, la partie du Comté de Saint-Jean intégrée à la circonscription est devenue tout le territoire situé à l'ouest de la circonscription de Saint-Jean, tandis de nouvelles paroisses du Comté d'York ont été ajoutées (Dumfries, Prince-William et une section de New Maryland), ainsi que les paroisses de Gladstone et Blissville du Comté de Sunbury.
En 1987, le territoire issu du Comté de Saint-Jean a été enlevé tandis que la paroisse de Southampton du Comté d'York était ajoutée.
La circonscription a été abolie en 1996 pour être intégrée dans la nouvelle circonscription de Charlotte.

## Liste des députés successifs
Cette circonscription fut représentée par les députés suivants :
|  | Législature | Date élection    | Député             | Profession         | Parti                     |
|  | ----------- | ---------------- | ------------------ | ------------------ | ------------------------- |
|  | 28e         | 25 juin 1968     | Hugh John Flemming | Marchand           | Progressiste-conservateur |
|  | 29e         | 30 octobre 1972  | Fred McCain        | Agriculteur        | Progressiste-conservateur |
|  | 30e         | 8 juillet 1974   | Fred McCain        | Agriculteur        | Progressiste-conservateur |
|  | 31e         | 22 mai 1979      | Fred McCain        | Agriculteur        | Progressiste-conservateur |
|  | 32e         | 18 février 1980  | Fred McCain        | Agriculteur        | Progressiste-conservateur |
|  | 33e         | 4 septembre 1984 | Fred McCain        | Agriculteur        | Progressiste-conservateur |
|  | 34e         | 21 novembre 1988 | Greg Thompson      | Planificateur      | Progressiste-conservateur |
|  | 35e         | 25 octobre 1993  | Harold Culbert     | Agent d'assurances | Libéral                   |